# Adolf Gajdušek
Adolf Gajdušek (4. května 1897 Kopřivnice – 7. května 1945 Praha) byl český učitel, odbojář a oběť nacismu.

## Život
Adolf Gajdušek se narodil 4. května 1897 v Kopřivnici. V roce 1915 odmaturoval na reálném gymnáziu v Příboře, poté vystudoval učitelský ústav tamtéž a po dokončení studií v roce 1917 se stal učitelem. Kariéru zakončil jako odborný učitel na měšťanské škole dívčí v Králově Poli. Byl členem Sokola a Svazu přátel SSSR. Po německé okupaci v březnu 1939 vstoupil do protinacistického odboje v organizaci Obrana národa. Za svou činnost byl 28. srpna 1940 zatčen gestapem. Zemřel 7. května 1945 v Praze na následky dlouhodobého věznění a absolvovaného pochodu smrti.